# Eguaras
Eguaras (Eguarats en euskera y oficialmente) es una localidad española y antiguo concejo de la Comunidad Foral de Navarra perteneciente al municipio de Atez. 
Está situado en la Merindad de Pamplona, en la comarca de Ultzamaldea, y a 16 km de la capital de la comunidad, Pamplona. Su  población en 2014 fue de 32 habitantes (INE), su superficie es de 5,04 km² y su densidad de población de 6,35 hab/km².
Dentro de su término se encuentran los lugares habitados de Amaláin y Eguaras.
El concejo fue extinguido en 2008 por petición de un grupo de 24 vecinos pasando sus competencias a manos del Ayuntamiento de Atez.

## Geografía física

### Situación
La localidad de Eguaras está situada en la parte sur del municipio de Atez a una altitud de 593 m s. n. m. Su antiguo término concejil tenía una superficie de 5,04 km² y limitaba al norte con los concejos de Erice y Aróstegui así como con el término de Labaso; al este con el de Gascue y el término Usi ambos en el municipio de Odieta; al sur con el de Marcaláin en el municipio Juslapeña y al oeste con los de Nuin y Beorburu ambos también en Juslapeña.
|                                             | Norte: Erice, Labaso y Aróstegui |                                      |
| Oeste: Nuin y Beorburu (ambos en Juslapeña) |                                  | Este: Gascue y Usi (ambos en Odieta) |
|                                             | Sur: Marcaláin (Juslapeña)       |                                      |

## Demografía

### Evolución de la población
| Gráfica de evolución demográfica de Eguaras entre 2000 y 2010 |
|                                                               |
| Datos según el nomenclátor publicados por el INE.             |

### Distribución de la población
El término se divide en las siguientes entidades de población, según el nomenclátor de población publicado por el INE (Instituto Nacional de Estadística). Los datos de población se refieren a 2014. 
| Entidad de Población | Población (2014) |
| -------------------- | ---------------- |
| Amaláin              | 0                |
| Eguaras              | 32               |